# Iacopo Bottrigari

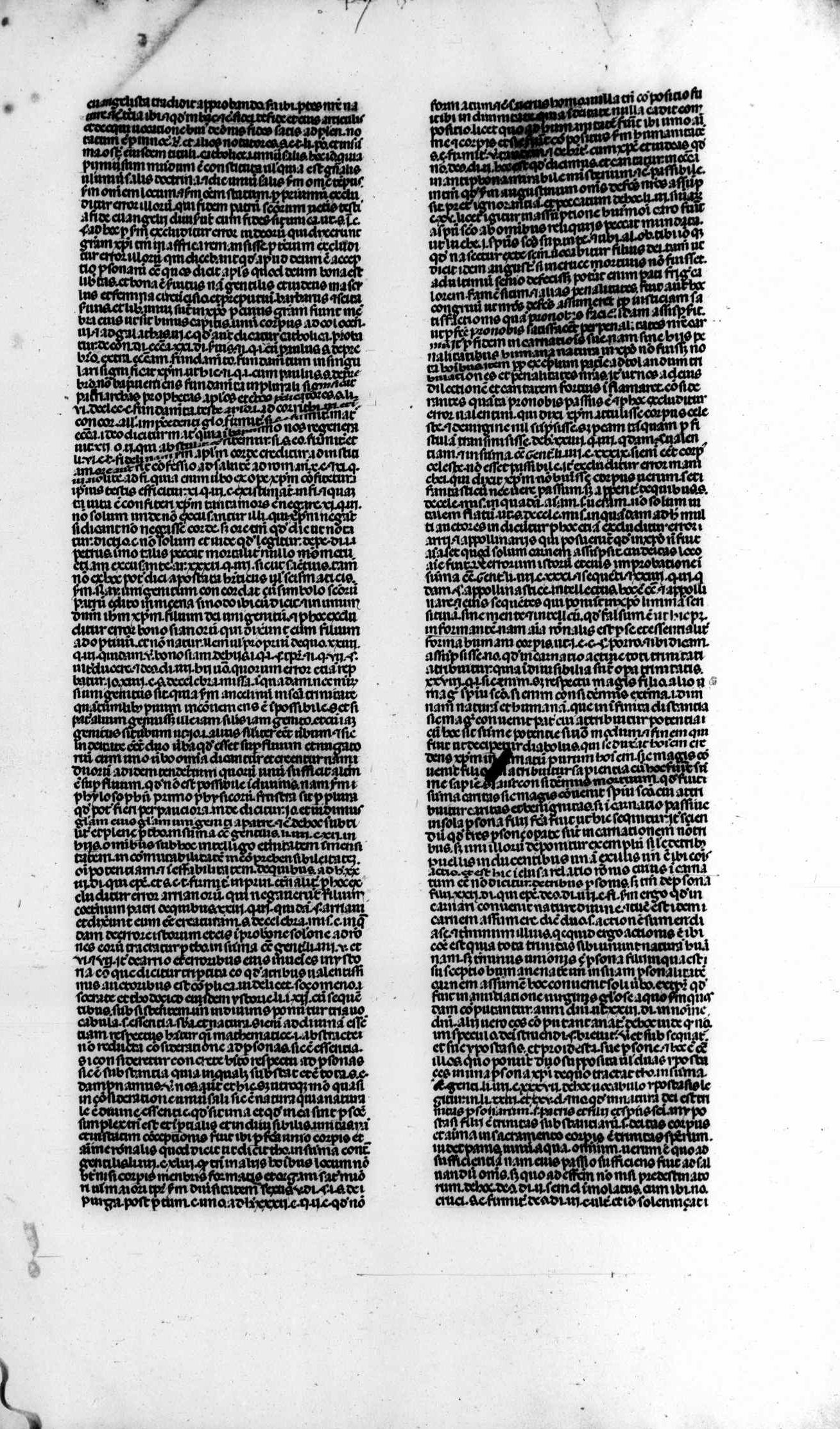
Lectura super Digesto veteri, manoscritto, XIV secolo

Iacopo Bottrigari, latinizzato in Iacobus Butrigarius, Butrigarii, de Bottrigariis (Bologna, 1274 – Bologna, 9 aprile 1348), è stato un giurista italiano attivo dal 1293 al 1348.

## Biografia
Proveniente da una nobile famiglia bolognese, Salvetto di Grimaldo e Villana di Guglielmo Boccadicane, perse il padre nel 1282. La prime testimonianze dell'attività di Bottrigari risalgono al 1293, anno in cui compare come notaio. Nel periodo tra il 1292 e il 1304 il Collegio dei dottori di diritto aveva emesso una forte restrizione circa l'iscrizione allo Studio che poteva avvenire solo se il candidato bolognese avesse avuto una parentela con uno dei componenti del collegio medesimo. Tale limitazione aveva colpito anche Iacopo da Belviso, il quale raggiunse il titolo di dottorato fuori da Bologna. Solo nel 1309 Bottrigari risulta doctor iuris anche se, negli anni precedenti, figura presso lo Studio bolognese, come docente di letture straordinarie sull'Infortiatum.
Nel 1321 a seguito del rapimento di Costanza dei Zagnoni, appartenente a una delle famiglie più potenti di Bologna, per mano di Giacomo da Valenza, studente spagnolo, che venne condannato a morte dal podestà Giustinello da Fermo. Gli studenti ed alcuni docenti non d'accordo con tale sentenza protestarono allontanandosi da Bologna fino ad arrivare a Siena. In tale occasione Bottrigari venne mandato a Siena per placare la protesta e stipulare un accordo il quale prevedeva la modifica della condanna da parte del podestà e l'edificazione di una chiesa da parte degli studenti. Nello stesso anno, inoltre, fu incaricato insieme ad altri colleghi di riorganizzare Lo Studio bolognese.
Se nel corso degli anni la sua figura appare in diversi ruoli pubblici, il Bottrigari era anche conosciuto come un influente studioso del diritto e un meritevole docente. Tra i suoi scolari che ebbero una notevole fama va ricordato Bartolo da Sassoferrato. Molte sono le opere che ebbero un notevole successo tra i suoi contemporanei e i suoi successori come Baldo degli Ubaldi. I critici volendo sintetizzare il lavoro intellettuale svolto sulla dottrina giuridica lo suddividono in macro sezioni che vanno da riflessioni sulla sovranità politica, l'interpretazione delle norme statuarie e la relativa validità della donazione di Costantino.
Della sua vita privata, secondo le fonti, sappiamo solo che ebbe quattro figli, Lorenzo, Bartolomeo, Iacopo e Villana. Non si hanno notizie del suo matrimonio o della moglie.
Morì a Bologna di peste il 9 aprile 1348.

## Opere

### Manoscritti
- Tractatus de XII temporibus appellationum, XIV-XV secolo, Leipzig, Universitätsbibliothek, Handschriften, Ms 1062,  ff. 142-147.
- Repetitio ad Inst. 4.6.5, XIV secolo, Paris, Bibliothèque Nationale de France, Fonds latin, Lat. 4491.
- Lectura Codicis, pars II, c. 6-9, XV secolo, Madrid, Biblioteca Nacional de España, Manuscritos, MS 576 (antea D.5),  ff. 1ra-164ra.
- Lectura super Digesto veteri, XIV secolo, Cambridge, Gonville and Caius College Library, Manuscripts, 245/491 (antea CMA 873),  ff. 1-105v.
- Lectura Codicis, pars I et II, XIV secolo, Madrid, Biblioteca Nacional de España, Manuscritos, MS 575 (antea D. 8),  ff. 1r-170v.
- Repetitio, 'Hec lectio repetita est per dominum Iacobum de Buctrigalis', XIV secolo, Madrid, Biblioteca Nacional de España, Manuscritos, MS 573 (antea D. 4),  ff. 39-40v.
- Repetitio ad D. 2.11.1, XVI secolo, Paris, Bibliothèque Nationale de France, Fonds latin, Lat. 4773.